# Cereopsius mimospilotus
Cereopsius mimospilotus là một loài bọ cánh cứng trong họ Cerambycidae.